# Phytoecia aenigmatica
Phytoecia aenigmatica är en skalbaggsart som beskrevs av Sama, Rapuzzi, Rejzek, Rapuzzi och Rejzek 2007. Phytoecia aenigmatica ingår i släktet Phytoecia och familjen långhorningar.
Artens utbredningsområde är Iran. Inga underarter finns listade i Catalogue of Life.